# Anton Piskunov
Anton Vjačeslavovič Piskunov (in russo Антон Вячеславович Пискунов?; Suzemka, 13 febbraio 1989) è un calciatore russo, difensore dello ZOV Mosca.

## Caratteristiche tecniche
È un terzino destro.

## Carriera
Cresciuto nel settore giovanile della Dinamo Mosca, ha trascorso i primi dieci anni della propria carriera nella seconda divisione russa dove ha collezionato oltre 200 presenze con le maglie di KAMAZ, Neftechimik, Dinamo San Pietroburgo, Luč-Ėnergija e Rotor. Al termine della stagione 2019-2020 è stato promosso in Prem'er-Liga dopo aver vinto il campionato con il Rotor, e l'11 agosto 2020 ha debuttato in massima serie disputando l'incontro perso 2-0 contro lo Zenit San Pietroburgo.

## Palmarès
- Campionato russo di seconda divisione: 1

Rotor: 2019-2020